# 신현광
신현광(申鉉曠, 1957년 8월 23일~)은 대한민국의 교수이며 목사이다.
현재 안양대학교 실천신학 및 기독교교육학 교수이며, 신학대학장, 교목실장, 신학대학원장, 학생지원처장을 역임하였다.그는 개혁주의 실천신학과 교육목회에 대해 관심을 가지고 연구하였으며, 대한예수교장로회(합동) 교육국 집필간사, 한국복음주의실천신학회 회장, 한국실천신학회 교회교육분과 회장, 그리고 전국기독교대학교 대학원장협의회 회장을 역임하였고, 현재 한국복음주의실천신학회 학회지 <복음과 실천신학> 발행인으로 활동하고 있다. 호는 상천(常泉)이다.

## 학력
- 1980.2. 총신대학교, 문학사(B.A.), 기독교교육
- 1985.2. 총신대학교 대학원, 문학석사(M.A.), 기독교교육
- 1986.2. 총신대학교 신학대학원, 목회학석사(M. Div. Equiv.), 신학
- 1989.8. 총신대학교 대학원, 신학석사(Th.M.), 실천신학
- 1997.2. 총신대학교 대학원 신학박사(Ph.D.), 실천신학

## 경력
- 1985.-1987.2. 대한예수교장로회총회(총회) 교육국 집필간사 역임
- 1987.3.1. 대한신학교(현 안양대학교) 기독교교육과 교수임용
- 1989.3.-1992.2. 대신대학(현 안양대학교) 기독교교육과 학과장 역임
- 1989.-1991. <생수>,<대신문화> 지도교수
- 1991.-1992. 대학신문사 주간
- 1993(6주) Calvin 대학The Henry Meeter Center for Calvin Studies Faculty Research            Fellowship
- 2003.1.-2004.2. 미국 Emory 대학 Candler School of Theology Visiting Scholar
- 2005.2.-2007.2. 안양대학교 교목실장 역임
- 2008.3.-2010.2. 안양대학교 신학대학장 역임[4]
- 2010.5.-2011.5. 한국복음주의실천신학회 회장 역임
- 2010.5.-현재. 한국복음주의실천신학회 학회지 <복음과 실천신학> 발행인
- 2012.10.-2014.7. 안양대학교 신학대학원장 역임
- 2012.10.-2014. 전국기독교대학교 대학원장협의회 회장 역임
- 2014.-2019. 한국실천신학회 교회교육분과 회장 역임
- 2017.7.-2018.2. 안양대학교 학생지원처장 역임
- 2018.2.-2020.8 안양대학교 교목실장 역임

## 사진들

traditional
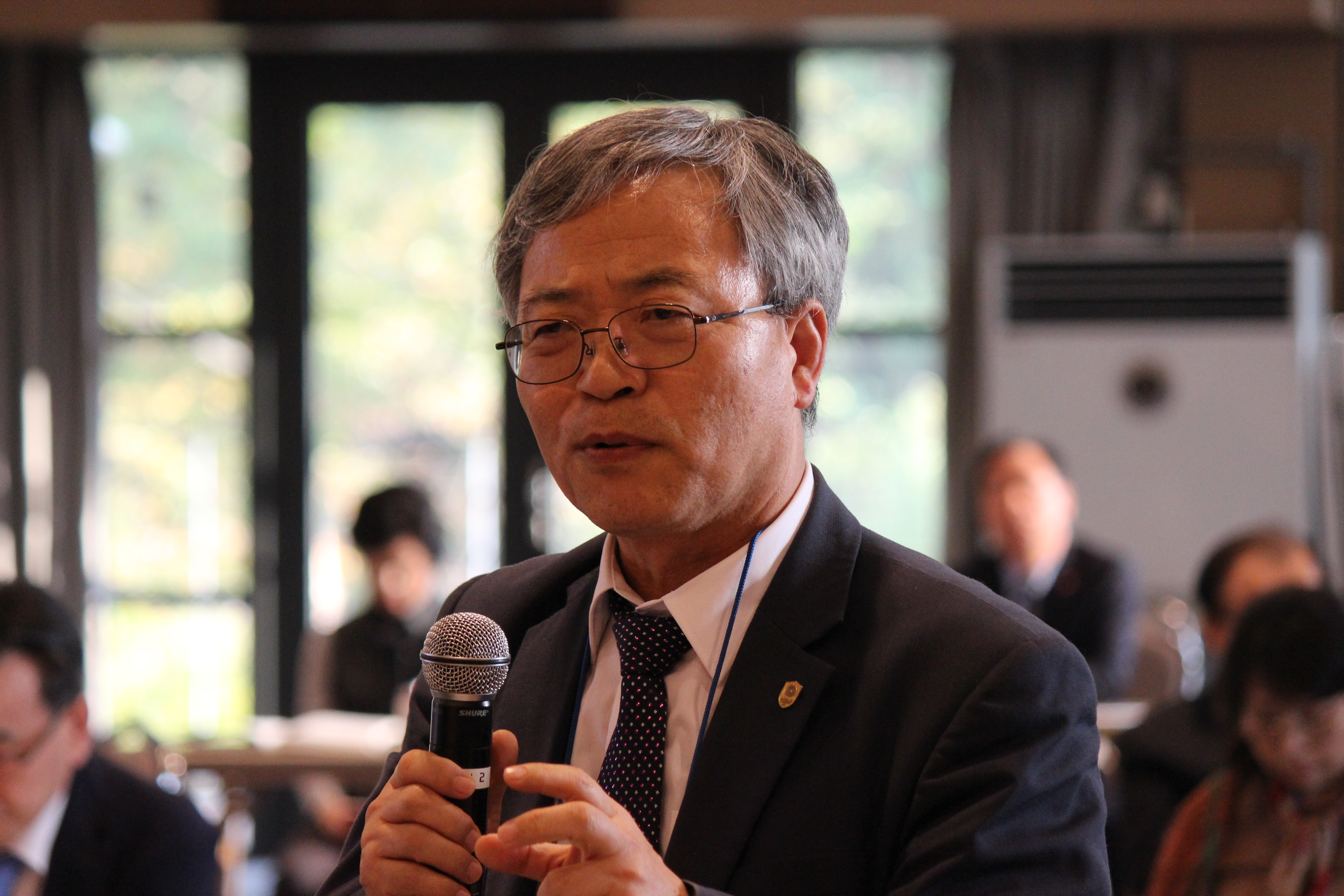
신현광 박사
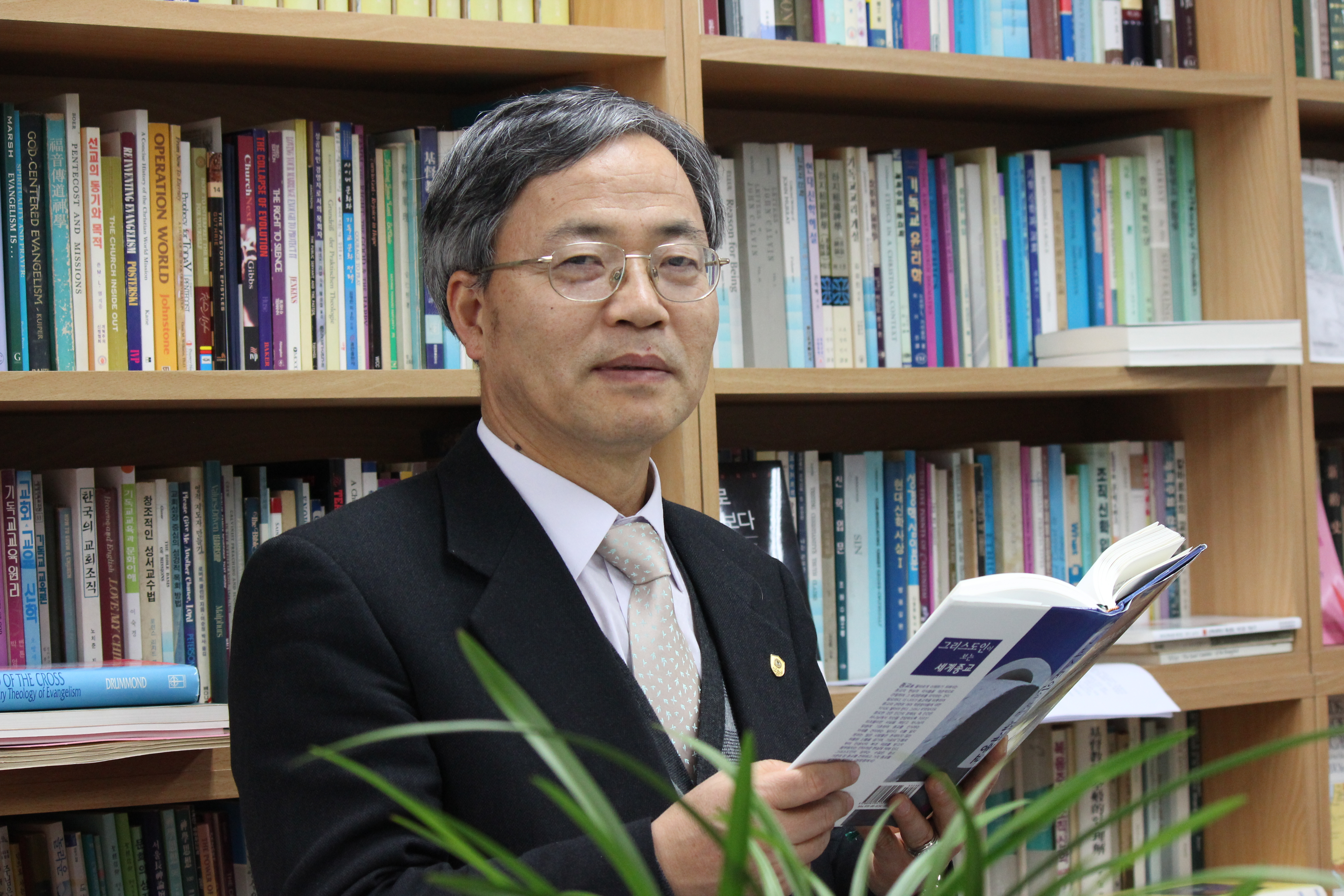
신현광 교수, 안양대 연구실, 2013년

## 저서
- 박사학위논문

교육을 통한 목회와 교회성장에 관한 연구: 한국교회 성장의 새로운 방안으로서의 교육목회적 의의(총신대학교 대학원 신학박사 Ph.D. 1996)
- 『하나님의 언약과 생활 I』 서울 : 대한예수교장로회출판부, 1986.
- 『하나님의 언약과 생활 II』 서울 : 대한예수교장로회출판부, 1987.
- 『교육목회와 교회성장』 서울 : 민영사, 1997;2005;2016.
- 『말씀 · 믿음 · 삶 I』 서울 : 대한예수교장로회출판부,1998.
- 『말씀 · 믿음 · 삶 II』 서울 : 대한예수교장로회출판부, 1999.
- 『말씀 · 믿음 · 삶 III』 서울 : 대한예수교장로회출판부, 2000.
- 『창세기, 살아 숨쉬다』 서울 : 민영사, 2009.
- 『그리스도인이 보는 세계종교』 서울 : 민영사, 2011.
- 『출애굽기, No Turning Back』 서울 : 민영사, 2013.

### 공저
- 『복음주의 설교학』 서울 : CLC, 2003.
- 『21세기 실천신학개론』 서울 : CLC, 2006.
- 『복음주의 목회학』 서울 : CLC, 2009.
- 『복음주의 교회성장학』 서울 : CLC, 2012.
- 『21세기 목회학총론』 서울 : 대서, 2019.

### 번역서
- Kuiper, R. B. 『하나님 중심의 복음전도』 서울 : 민영사, 1988;2000;2005;2016.
- Byrne, Herbert W. 『기독교교육학총론』 서울 : 민영사, 1988;2005;2016.
- Anthony, Michael J. 『복음주의기독교교육학사전』 서울 : CLC, 2010.(공역 및 책임감수)

## 논문
- “Gary R. Collins의 제자화 상담에 관한 연구”. 석사학위(M.A.)논문. 총신대학교 대학원.              1984.
- “교회청소년과 전도생활”.  「교사의 벗」(1988.11),105-17.
- “한국교회내의 Shamanism적 요소에 관한 비판적 연구”. 석사학위(Th.M.)논문. 총신대학교            대학원. 1989.
- “기독교교육목적에 관한 연구”. 「신학연구논문집」 1989. 제9집. 159-221.
- “기독교상담의 심리학적 기저”. 「대신연구논문집」 1990. 제10집. 403-435.
- “생명의 윤리: 성경적 관점에서”. 「대신연구논문집」 1991. 제11집. 607-631.
- “상담과 제자훈련의 상관성 연구”. 「대신대논문집」 1991.제1집. 421-448.
- “Clyde M. Narramore와 Jay E. Adams의 상담이론 비교연구”. 「대신대논문집」 1992. 제2           집. 231-255.
- “Van Til과 Edward J. Carnell의 변증방법론의 비교”. 「대신대논문집」 1993. 제3집.                 131-144.
- “인간화를 위한 기독교교육에 대한 우리의 이해”. 「신학연구」 안양대. 1995. 제3집. 93-114.
- “초기 한국교회의 사경회를 통한 신앙교육에 관한 연구”. 「신학연구」 1996. 제4집. 607-631.
- “교육을 통한 목회와 교회성장에 관한 연구: 한국교회 성장의 새로운 방안으로서의 교육목회적           의의”. 박사학위(Ph.D.)논문. 총신대학교 대학원. 1996.
- “한국교회의 부흥회에 관한 소고”. 「신학연구」 1997. 제5집. 165-184.
- “교회는 어떻게 교회다워질 수 있는가?”. 「신학연구」 1997. 제6집. 165-184.
- “예전의 교육목회적 의미”. 「신학지평」 안양대. 1998. 제7집. 1-41.
- “Gary R. Collins의 상담에 관한 소고”. 「신학지평」 1998. 제9집. 219-246.
- “성만찬의 이해와 신앙교육 관련성에 관한 소고”. 「신학지평」 1999. 제10집. 91-118.
- “교부시대의 교육에 관한 소고”. 「신학지평」 1999. 제11집. 149-184.
- “새 천년을 위한 복음주의적 목회의 대안으로서의 교육목회”. 「성경과 신학」 2000. 제28권.            179-201.
- “신앙공동체 교육의 적용에 관한 소고”. 「신학지평」 2000. 제12집. 149-190.
- “성경적·실천적 입장에서 본 인간생명의 존엄에 관한 고찰”. 「한국개혁신학회논문집」 2000.            제7집. 383-414.
- “어린이 예배 갱신에 관한 연구”. 「신학지평」 2000. 제13집. 237-258.
- “교육목회의 성경적 배경 관한 연구”. 「실천신학논총」 2001. 제2권. 91-118.
- “교육목회의 신학적 근거에 관한 연구”. 「개혁신학논문집」 2001. 제10권. 274-288.
- “신앙교육 방법으로서의 가정예배에 관한 소고”. 「신학지평」 2001. 제14집. 36-56.
- “종교개혁과 칼빈의 교육”. 「신학지평」 2002. 제15집. 55-73.
- “청소년과 신앙문답교육”. 「복음주의실천신학논총」 2002. 제3권. 151-168.
- “교육목회와 선교교육”. 「복음주의실천신학논총」 2002. 제4권. 167-181.
- “교육목회와 가정교육에 대한 고찰”. 「신학지평」 2003. 제16집. 50-65.
- “교회성장의 성경적 배경”. 「복음주의실천신학논총」 2004. 제7권. 165-194.
- “Calvin의 교육사상과 교육활동에 관한 연구”. 「복음과 실천」 2004. 제8권. 147-168.
- “평신도 훈련에 관한 소고”. 2004. 「신학지평」 제17집. 5-26.
- “교육목회의 이론제기와 과제에 대한 연구”. 「복음과 실천」 2005. 제9권. 250-274.
- “한국교회 성장에 나타난 문제점(1)”. 「복음과 실천」 2005. 제10권. 301-330.
- “한국교회 성장에 나타난 문제점(2)”. 「복음과 실천」 2005. 제11권. 320-354.
- “교회 교육행정의 개선에 관한 연구”. 「복음과 실천」 2006. 제12권, 246-263.
- “초기 한국교회 성장에 관한 연구”. 「복음과 실천신학」. 2007. 제13권, 193-213.
- “일제시대 한국교회성장에 관한 연구”. 「복음과 실천신학」. 2007. 제14권, 148-168.
- “교육목회를 위한 상담에 관한 연구”. 「신학지평」 2007. 제20집, 5-22.
- “해방 이후 한국교회 100주년 기간의 한국교회성장에 관한 연구”. 「복음과 실천신학」 2008.           제16권. 154-173.
- “신앙교육 관점에서의 교회이해”. 「신학지평」 2008. 제21권, 33-60.
- “한구석밝히기와  평신도 사역에 대한 고찰”. 「한구석밝히기논문집」. 2008. 27-50.
- “신앙교육의 주요 요소로서의 성찬에 관한 고찰”. 「복음과 실천신학」 2009. 제19권,                   148-177.
- “칼빈주의 입장에서의 성례와 신앙교육의 이해”. 「신학지평」 2009. 제22집, 7-36.
- “한국교회 복음전도 방향에 관한 연구”. 「복음과 실천신학」 2009. 제20권, 134-57.
- “코메니우스의 교육신학사상에 관한 연구”. 「복음과 실천신학」 2011. 제23권, 9-41.
- “코메니우스의 교수방법론에 관한 연구”. 「신학과 실천」 2011. 제28호, 651-681.
- “한국교회 복음전도 지평에 관한 연구”. 「신학지평」 2011. 제24집, 37-60.
- “기독교교육의 입장에서 보는 교회성장” . 「복음과 실천신학」 2012. 제25권, 9-33.
- “교육목회에 있어 교사의 자질과 역할에 관한 연구”. 「신학과 실천」 2012. 제32호, 477-512.
- “A Research on Biblical Foundations for Christian Education”. Theology and Praxis.           2012. Vol.33, 447-475.
- “기독교교육의 성경적 토대에 관한 연구”. 「신학과 실천」 2013. 제34호, 361-390.
- “청소년의 신앙문답교육에 관한 연구”. 「신학과 실천」2013.  제35호, 355-378.
- “기독교교육의 신학적 근거에 관한 연구”. 「복음과 실천신학」 2013. 제27권, 479-511.
- 한국교회 초기 사경회와 신앙교육”. 「신학과 실천」 2013. 제36호, 180-213.
- “A Research on Historical Foundations for Christian Education”. Theology and               Praxis. 2013. Vol.37, 441-474.
- “교육목회에 있어서 목사의 역할에 관한 연구”. 「신학과 실천」 2014. 제42호. 607-637.
- “기독교교육의 철학적 토대에 관한 연구”. 「신학과 실천」 2014. 제38호, 513-541.
- “Letty M. Russell의 교육론에 대한 연구”. 「신학과 실천」 제2014. 39호, 329-354.
- “A Research on the Ministry of Holy Spirit in Teaching and Learning”. Theology             and Praxis. 2014. Vol.40, 225-265.
- “기독교교육철학: 기독교교육의 철학적 기초”. 「신학지평」 2014. 제27집, 246-263.
- “교육목회에 있어서 목사의 역할에 관한 연구”.「신학과 실천」 2014. 제42호, 607-637.
- “기독교교육에 있어 교육목적에 관한 연구”. 「신학과 실천」 2015. 제44호, 329-358.
- “교육목회와 가정의 신앙교육에 대한 고찰”. 「신학과 실천」 2015. 제47호, 31-62.
- “기독교교육과 선교의 관계성에 대한 연구”. 「신학과 실천」 2016. 제49호, 289-312.
- “A Research on Psychological Foundations for Christian Education”. Theology and           Praxis. 2017. Vol.55, 359-391.
- “A Research on Theological Foundations for Christian Education”. Theology and             Praxis. 2019. Vol.65, 213-242.
- “A Research on Aims and Objectives of Christian Education”. Theology and Praxis.           2020. Vol.70, 273-297.

## 같이 보기
- 안양대학교
- 한국복음주의신학회
- 한국복음주의실천신학회
- 한국장로교신학회
- 한국개혁신학회
- 종교개혁500주년기념일
- 요한칼빈탄생500주년기념사업회
- 한국의 신학자 목록
- 개혁신학자
- 김영한 (교수)
- 이은선
- 강경림